# Наваконсехо
Наваконсехо (ісп. Navaconcejo) — муніципалітет в Іспанії, у складі автономної спільноти Естремадура, у провінції Касерес. Населення — 2046 осіб (2010).
Муніципалітет розташований на відстані близько 180 км на захід від Мадрида, 90 км на північний схід від Касереса.

## Демографія
Динаміка населення (INE ):